# Pseudopleuronectes
Pseudopleuronectes is een geslacht van straalvinnige vissen uit de familie van schollen (Pleuronectidae). Het geslacht is voor het eerst wetenschappelijk beschreven in 1862 door Bleeker.

## Soorten
- Pseudopleuronectes americanus (Walbaum, 1792) Amerikaanse winterschol
- Pseudopleuronectes herzensteini (Jordan & Snyder, 1901)
- Pseudopleuronectes obscurus (Herzenstein, 1890)
- Pseudopleuronectes schrenki (Schmidt, 1904)
- Pseudopleuronectes yokohamae (Günther, 1877)